# Klaus Hasselmann
Klaus Hasselmann (Hamburg, 1931. október 25. –) német fizikus, oceanográfus, klímakutató. 2021-ben elnyerte a fizikai Nobel-díjat.

## Pályafutása
1955-ben diplomázott a Hamburgi Egyetemen, fizika és matematika szakon. Diplomamunkáját az izotróp turbulenciáról írta. Ezután a Göttingeni Egyetemen és a Max Planck Intézetben kutatott, és 1957-ben doktorált fizikából. 1964-től 1975-ig a Hamburgi Egyetemen dolgozott, ahol az elméleti geofizika professzora és a Hamburgi Egyetem Geofizikai Intézetének ügyvezető igazgatója volt.
1975 februárjától 1999 novemberéig Hasselmann a hamburgi Max Planck Meteorológiai Intézet alapító igazgatója volt. 1988 januárja és 1999 novembere között a hamburgi Német Éghajlati Számítóközpont (DKRZ, Deutsches Klimarechenzentrum) tudományos igazgatója volt. 2021-ben az Európai Éghajlati Fórum alelnöke. (Az Európai Éghajlatügyi Fórumot 2001 szeptemberében alapította Carlo Jaeger professzor és Klaus Hasselmann professzor.)
Hasselmann az éghajlati dinamikáról, sztochasztikus folyamatokról, az óceáni hullámokról, és a távérzékelésről publikált.
Hírnevét az oceanográfiában elsősorban az óceáni hullámok nemlineáris kölcsönhatásairól szóló cikkei alapozták meg. Ezekben a Feynman-diagram formalizmusát a klasszikus véletlen hullámmezőkre adaptálta. Később felfedezte, hogy a plazmafizikusok hasonló technikákat alkalmaznak a plazmahullámokra, és újra felfedezte Rudolf Peierls néhány eredményét, amelyek a hő szilárd testekben való diffúzióját nemlineáris fononkölcsönhatásokkal magyarázzák. Ez arra késztette, hogy áttekintse a plazmafizika területét, újraélesztve a kvantumtérelmélet iránti korábbi érdeklődését.
"Igazán felnyitotta a szememet, hogy rájöttem, mennyire specializálódtunk a saját területünkön, és hogy sokkal többet kell tudnunk arról, hogy mi történik más területeken. E tapasztalat révén kezdett el érdekelni a részecskefizika és a kvantumtérelmélet. Így a hátsó ajtón keresztül léptem be a kvantumtérelméletbe, azáltal, hogy nem részecskékkel, hanem valódi hullámterekkel dolgoztam," mondta egy 2006-os interjúban
Hasselmann pályafutása során számos díjat nyert. 2009-ben megkapta a BBVA Alapítvány Frontiers of Knowledge Award in Climate Change díját; 1971 januárjában az Amerikai Meteorológiai Társaság Sverdrup-érmét; 1997 májusában a Királyi Meteorológiai Társaság Symons-emlékérmét; 2002 áprilisában az Európai Geofizikai Társaság Vilhelm Bjerknes-érmét.
2021 októberében bejelentették, hogy „a Föld éghajlatának fizikai modellezéséért, a változékonyság számszerűsítéséért és a globális felmelegedés megbízható előrejelzéséért” elnyerte a fizikai Nobel-díjat.

## Fordítás
- Ez a szócikk részben vagy egészben  a   Klaus Hasselmann című angol Wikipédia-szócikk fordításán alapul.  Az eredeti cikk szerkesztőit annak laptörténete sorolja fel. Ez a jelzés csupán a megfogalmazás eredetét és a szerzői jogokat jelzi, nem szolgál a cikkben szereplő információk forrásmegjelöléseként.